# Marwan Habasz
Marwan Habasz (ur. 1938 w Dżubata az-Zajt) – syryjski polityk związany z partią Baas.

## Życiorys
Pochodził z terenu wzgórz Golan. Do partii Baas przystąpił krótko po jej założeniu i działał w organizacji partyjnej w Al-Kunajtirze.
Po przejęciu władzy w Syrii przez Komitet Wojskowy został kierownikiem Biura Organizacyjnego partii. Był związany z radykalnym skrzydłem partii, na czele którego stali Salah Dżadid i Hafiz al-Asad. Dwukrotnie był wybierany do Przywództwa Regionalnego syryjskiej gałęzi partii (następnie samodzielnej organizacji). Pierwszy raz zasiadł w nim od sierpnia 1965 i należał do Przywództwa do jego rozwiązania w grudniu tego samego roku. Drugi raz znalazł się w Przywództwie po tym, gdy Dżadid przeprowadził w Syrii drugi zamach stanu, a władzę w kraju objęli radykałowie. Marwan Habasz był członkiem kierownictwa przez cztery lata, do obalenia radykałów podczas kolejnego przewrotu przeprowadzonego przez Hafiza al-Asada (który pod wpływem wojny sześciodniowej zmienił poglądy w kwestii najbliższych celów polityki kraju). Został również ministrem przemysłu. Podobnie jak pozostali członkowie obalonego Przywództwa Regionalnego został osadzony bez sądu w więzieniu Mazza i był w nim przetrzymywany do 1993.
Po zwolnieniu z więzienia zajął się opracowywaniem wspomnień i opracowań historycznych dotyczących wydarzeń, których był uczestnikiem. Jest autorem dwóch książek i ponad 50 artykułów. Pisał o okolicznościach zamachu stanu w Syrii w 1966, spisku Salima Hatuma, wojnie sześciodniowej i reakcjach na nią w syryjskim kierownictwie partyjnym, opisywał wewnętrzne funkcjonowanie partii Baas i wpływ jej rządów na syryjskie społeczeństwie. Wydał również wspomnienia, w których opisywał wieloletni pobyt w więzieniu swój oraz uwięzionych razem z nim Salaha Dżadida, Nur ad-Dina al-Atasiego i innych czołowych działaczy partii okresu 1966-1970. Badacz współczesnej historii Syrii Nikolaos van Dam uważa jego prace za szczególnie wartościowe.